# دياني إنجلش
دياني إنجلش (بالإنجليزية: Diane English)‏ هي كاتبة سيناريو ومخرجة أمريكية، ولدت في 18 مايو 1948 في بوفالو في الولايات المتحدة.

## وصلات خارجية
- دياني إنجلش على موقع IMDb (الإنجليزية)
- دياني إنجلش على موقع ألو سيني (الفرنسية)
- دياني إنجلش على موقع أول موفي (الإنجليزية)
- دياني إنجلش على موقع قاعدة بيانات الأفلام السويدية (السويدية)
- دياني إنجلش على موقع قاعدة بيانات الفيلم (الإنجليزية)
- دياني إنجلش على موقع كينوبويسك (الروسية)